# St. Jakobus der Ältere (Elspe)

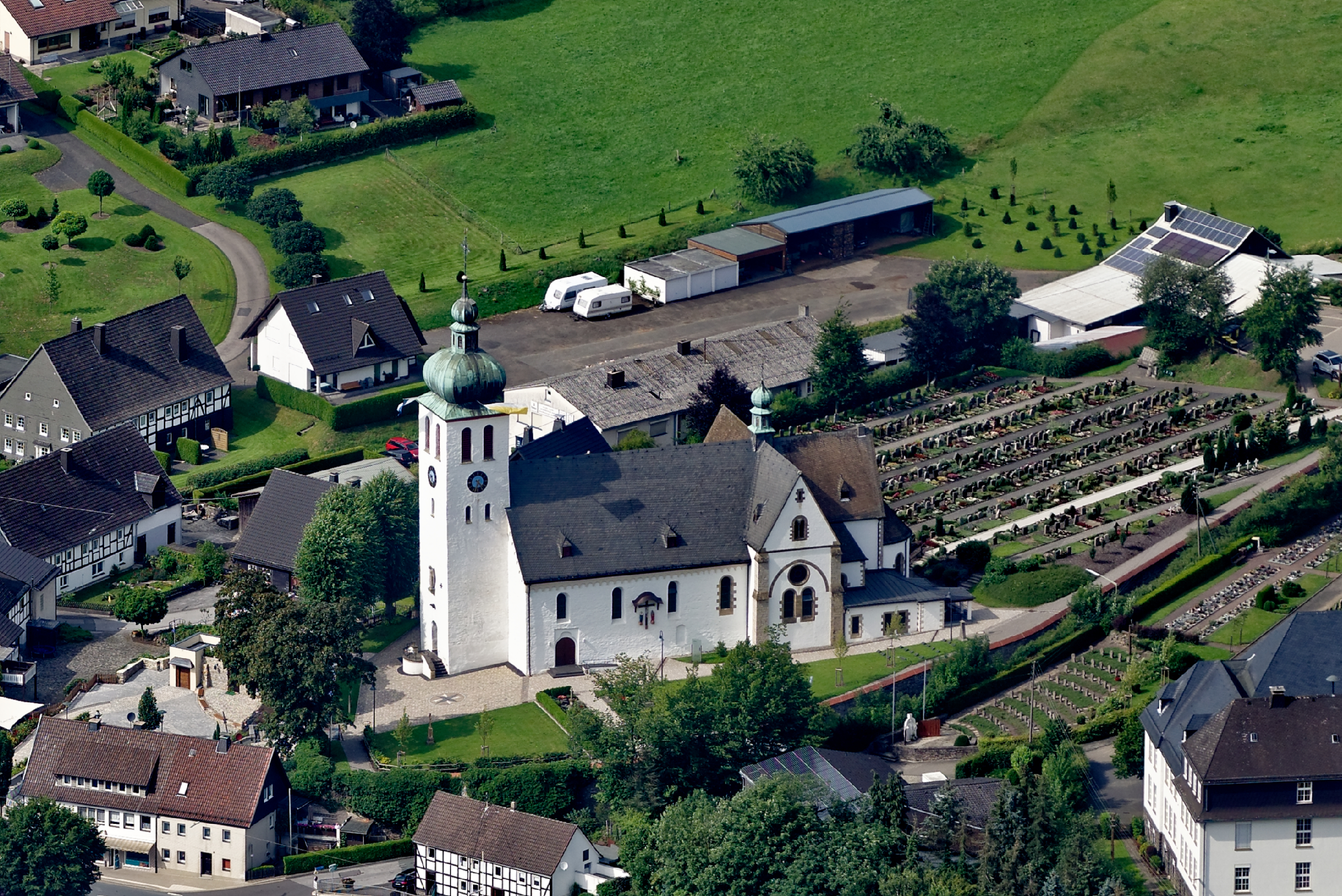
Luftbild von St. Jakobus der Ältere mit Friedhof

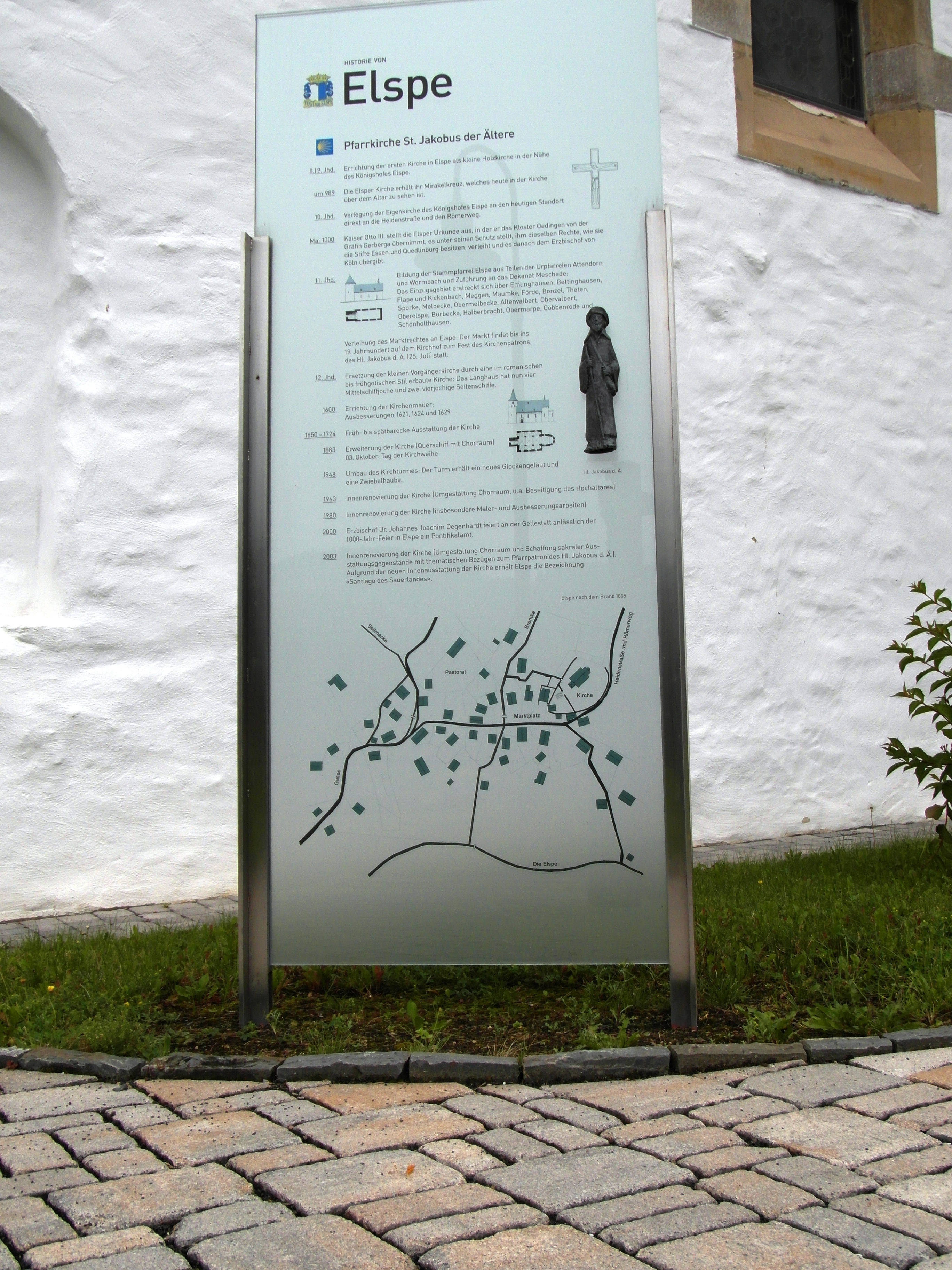
Info-Tafel Kirche und Ort Elspe

St. Jakobus der Ältere ist eine römisch-katholische Pfarrkirche in Elspe, einem Ortsteil von Lennestadt im Kreis Olpe, Nordrhein-Westfalen. Kirche und Gemeinde gehören zum Pastoralen Raum Lennestadt im Dekanat Südsauerland des Erzbistums Paderborn.

## Geschichte
Über den genauen Baubeginn des ersten Elsper Gotteshauses ist so gut wie nichts bekannt.
Bei der Heizungserweiterung im Zuge der Kirchenrenovierung im Jahre 2003 wurden neue Kanäle gegraben. Dabei fanden sich nicht nur die Fundamente der 1882 abgerissenen Ostteile der spätromanischen Hallenkirche, deren Langhaus bis heute erhalten blieb. Es ließ sich auch zeigen, dass dieser Kirche ein älterer, mindestens einmal umgestalteter Bau vorausging, vermutlich eine Saalkirche in der Breite des heutigen Mittelschiffs. Sie könnte schon im Jahr 1000 existiert haben.

## Baubeschreibung
Die Pfarrkirche zu Elspe ist ein romanisches bis frühgotisches Bauwerk. Das Langhaus setzt sich aus vier Mittelschiffjochen und zwei vierjochigen Seitenschiffen zusammen. In das erste Langhausjoch hat man die Orgelempore gebaut. Im Osten schließt sich an das Langhaus das Vierungsjoch mit den zwei Querhausarmen. Das Chor hat ein Joch, ein 3/6 Polygon und zwei Seitenchöre.
Die Gesamthöhe der Kirche beträgt 9,20 m.
Das Langhaus hat eine Länge von 42,38 m und eine Breite von 11,30 m. Die Länge des Querhauses beträgt 19,40 m, die Breite 6,20 m. Der Umfang der Pfeiler misst 4,64 m. Die Fenster sind 2,85 m hoch und 0,95 m breit. Außen auf der Nordseite der Kirche befinden sich 2 Stützpfeiler. Ihre verstärkten Maße von 1,44 m Länge und 1,78 m Breite reichen bis auf die Höhe von 3,53 m.

## Ausstattung

### Mirakelkreuz Elspe

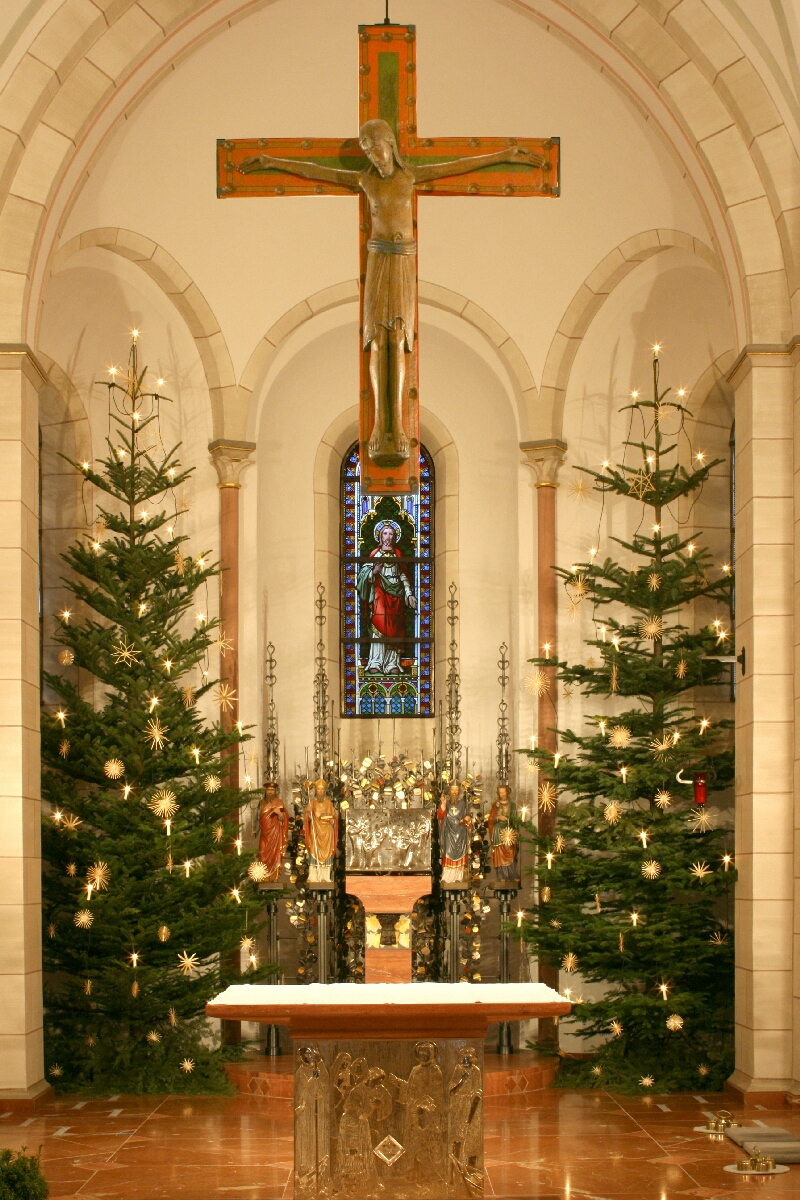
Mirakelkreuz Elspe

Das sogenannte Mirakelkreuz ist ein Holzkorpus des Gekreuzigten. Bei Untersuchungen im Jahr 2006 in der FH Aalen wurden virtuelle Schnitte durch Kreuz und Korpus mittels eines technischen CT-Gerätes erstellt. Diese wurden an der Johann-Wolfgang-Goethe Universität in Frankfurt dendrochronologisch ausgewertet. Hiernach reichen die Jahresringe des Korpus von 907 bis 968, sodass ein Fälldatum um/nach 989 angenommen werden kann. Die Jahresringe der Kreuzbalken beginnen 978 und reichen bis 1154, was auf ein Fälldatum gegen um/nach 1175 hinweist.
Das Untersuchungsergebnis zeigt also, dass der Korpus und das Kreuz zeitlich nicht zusammen passen. Zwischen beiden liegt eine Zeitspanne von mehr als  180 Jahren.

## Friedhofsanlage

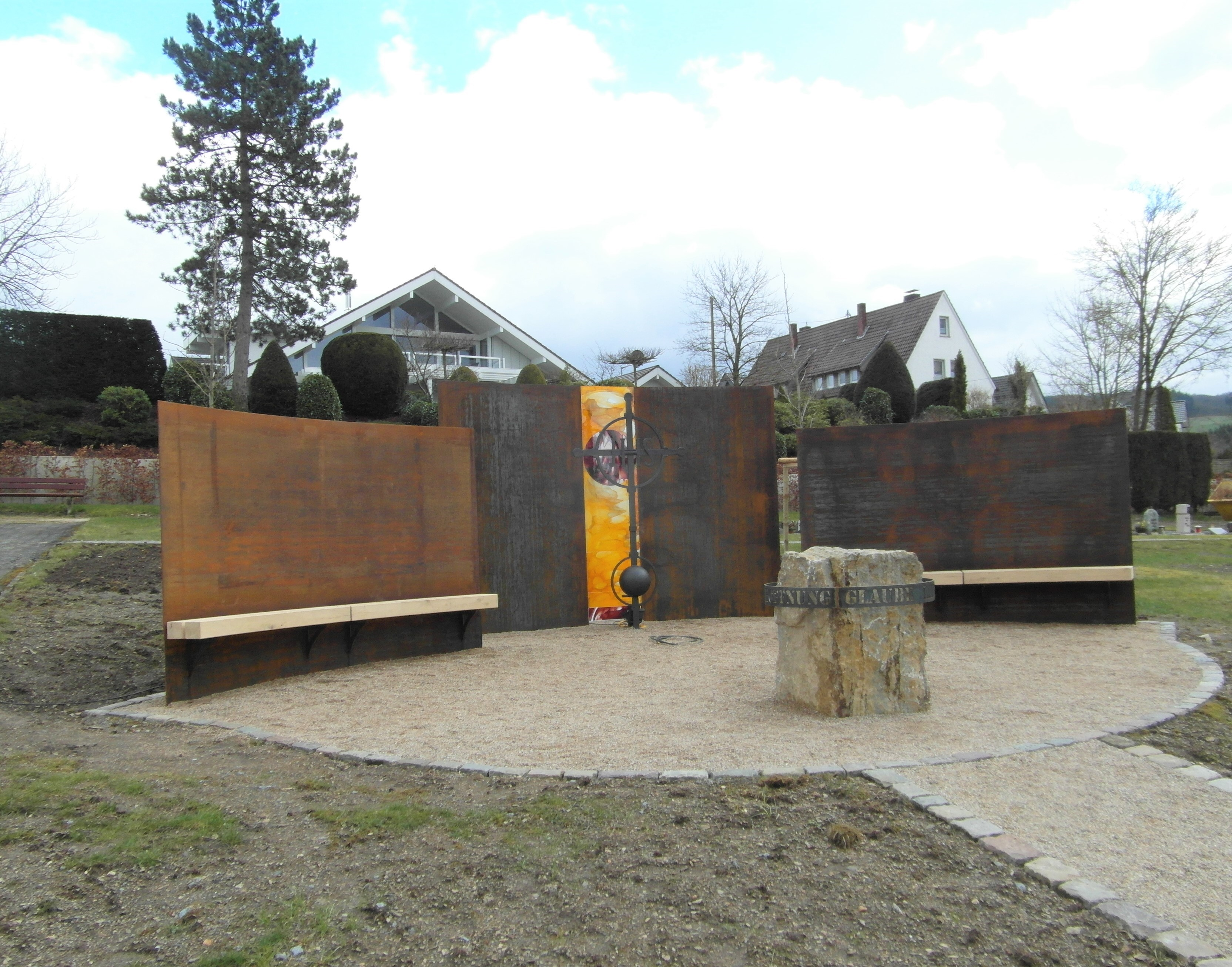
Moderne Andachtsstätte

Unmittelbar im Anschluss an das Kirchengebäude erstreckt sich der Hauptbereich des Elsper Friedhofes. Die kulturgeschichtliche Bedeutung der Anlage kommt auch darin zum Ausdruck, dass sich auf dem Friedhof vier unter Denkmalschutz stehende Objekte befinden. Es handelt sich um die Friedhofsstützmauer, das zentrale Hochkreuz und um die beiden neogotischen Grabstätten der früheren Elsper Pfarrer Kayser und Hengstebeck.
Siehe im Einzelnen: bebilderte Liste der Baudenkmäler in Lennestadt (unter Ort Elspe)
Gegenüber dem Hauptfriedhof befindet sich auf der anderen Straßenseite (Abzweigung B 55 Richtung Altenvalbert) der Teil des Friedhofs mit der Friedhofskapelle.
Anfang März 2020 wurde im Rahmen der Neugestaltung eines freien Bereichs ein modernes Ensemble aus verschiedenen Elementen vorgestellt. Mittelpunkt ist ein entrostetes Eisenkreuz, das auf dem abbruchreifen Elsper Krankenhaus (Baujahr 1912/13) angebracht war. Es wird im Halbkreis umgeben von Elementen aus Stahl, Glas, Holz und Stein. Fällt die Sonne durch das bunte Glas, erstrahlt das Kreuz in einem Lichtermeer. Im Halbkreis befindet sich auch ein großer Naturstein, umringt von einem metallenen Schriftzug „Glaube, Liebe, Hoffnung“. Das Verweilen an dieser Stätte (mit Sitzgelegenheit) soll zum Innehalten und zur Andacht anregen.